# Kyösti Kallio
Pour les articles homonymes, voir Kallio.
Kyösti Kallio (/ˈkyø.sti ˈkɑl.lio/ ; né Gustaf Kalliokangas le 10 avril 1873 à Ylivieska – mort le 19 décembre 1940 à Helsinki) est un homme d'État finlandais,,.

## Biographie
Membre éminent du Parti agraire, il est six fois président du Parlement, quatre fois premier ministre des gouvernements Kallio I, Kallio II, Kallio III et Kallio IV (1922-1924, 1925-1926, de 1929-1930 puis 1936-1937) avant de devenir le quatrième président de la République (1937-1940).
Démissionnant pour des raisons de santé, il meurt d'infarctus le jour de son départ du pouvoir, en attendant le train à la gare centrale d'Helsinki pour se rendre chez lui à Nivala, où il est inhumé.
Anti-communiste, il est à l'origine de l'interdiction du Parti communiste finlandais lors de son premier passage au gouvernement, en 1923.
Pendant sa présidence, il dut faire face à l'agression de l'URSS (Guerre d'Hiver). Malgré la résistance acharnée des troupes finlandaises menées par le maréchal Carl Gustaf Emil Mannerheim, il fut contraint de demander l'armistice, puis de signer le traité de Moscou en mars 1940, où la Finlande perdit l'essentiel de la Carélie. Par la suite, les dures conditions de ce traité humiliant furent la cause de l'entrée en guerre de la Finlande contre l'URSS en même temps que l'Allemagne nazie (Guerre de continuation).
En 1902, Kyösti Kallio épouse Kaisa Nivala (1878-1954). Le couple aura six enfants: Vieno (1903-1938), Veikko (1906-1980), Kerttu (1907-1995), Kalervo (1909-1969), Kaino (1911-2001) et Katri (1915-2008).
Ses filles Katri Kaarlonen et Kerttu Saalasti sont également devenues membres du parlement, son fils est le sculpteur Kalervo  Kallio.

## Prix et récompenses
- Grand-croix de l'ordre de la Rose blanche
- Grand-croix de l'ordre de la croix de la Liberté
- Chevalier de l'ordre des Séraphins
- Ordre royal de l'Étoile polaire
- Ordre du Faucon
- Collier de l'ordre de l'Étoile blanche d'Estonie
- Ordre de la croix de la Liberté leadership militaire
- Ordre de la croix de la Liberté service civil
- Ordre de la croix de l'Aigle
- Ordre de la Croix rouge estonienne
- Ordre des Trois Étoiles
- Ordre du Mérite du royaume de Hongrie (en)
- Ordre Polonia Restituta

- Statue de Kyösti Kallio, 1962

## Galerie

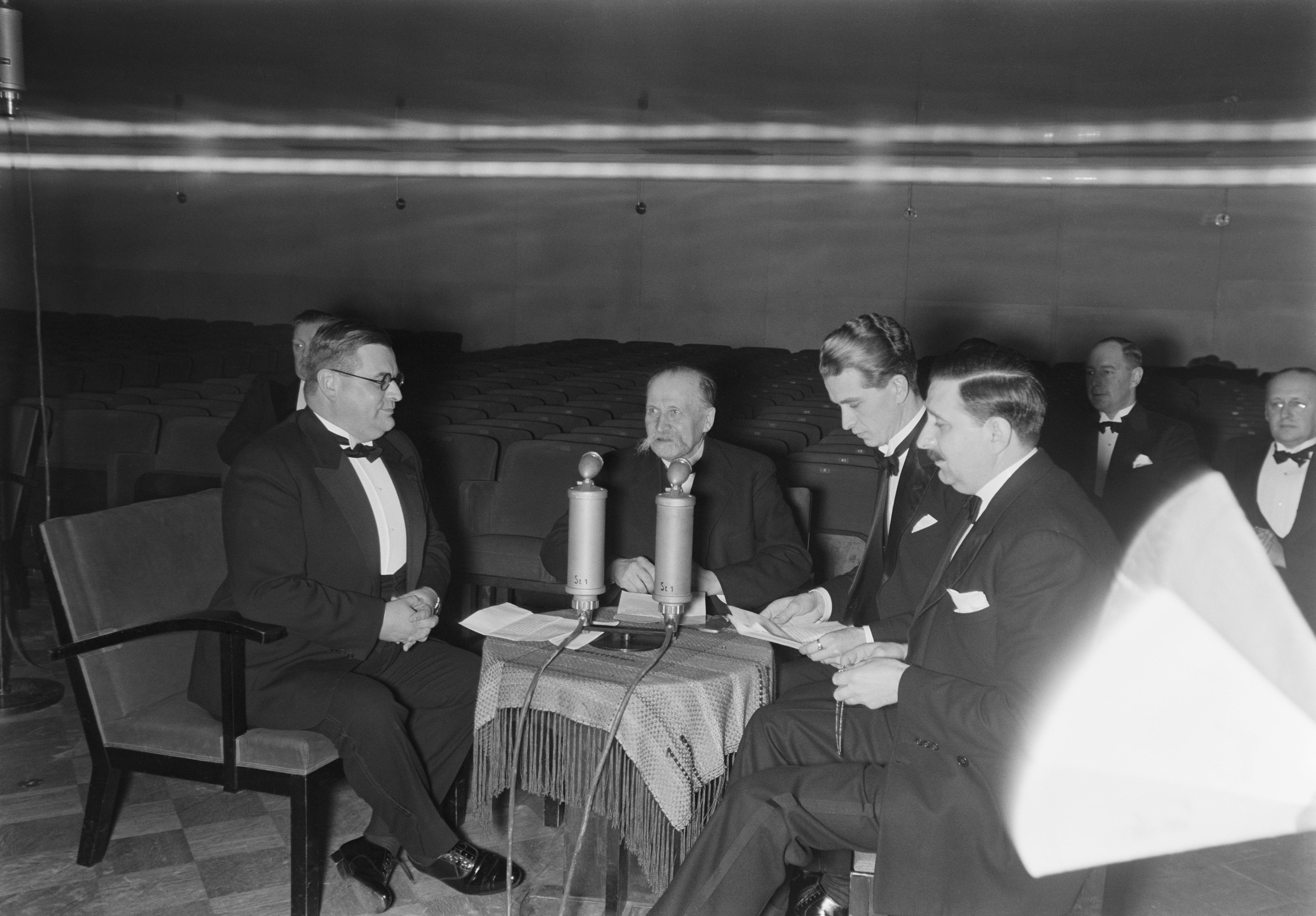
Eljas Erkko et Kyösti Kallio le 1er janvier 1939.
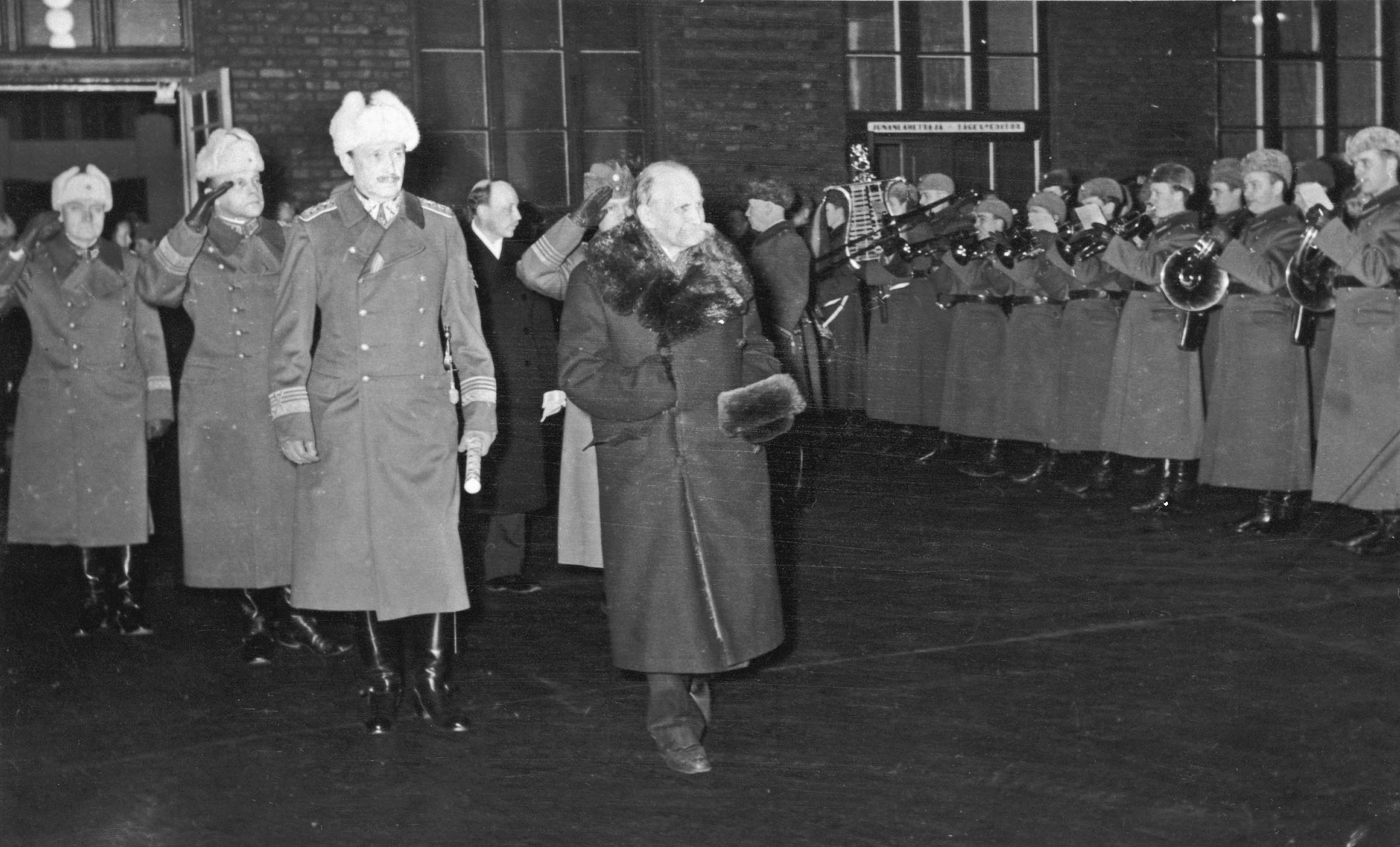
Kyösti Kallio avec Gustaf Mannerheim à la gare centrale d'Helsinki, le 19 décembre 1940.
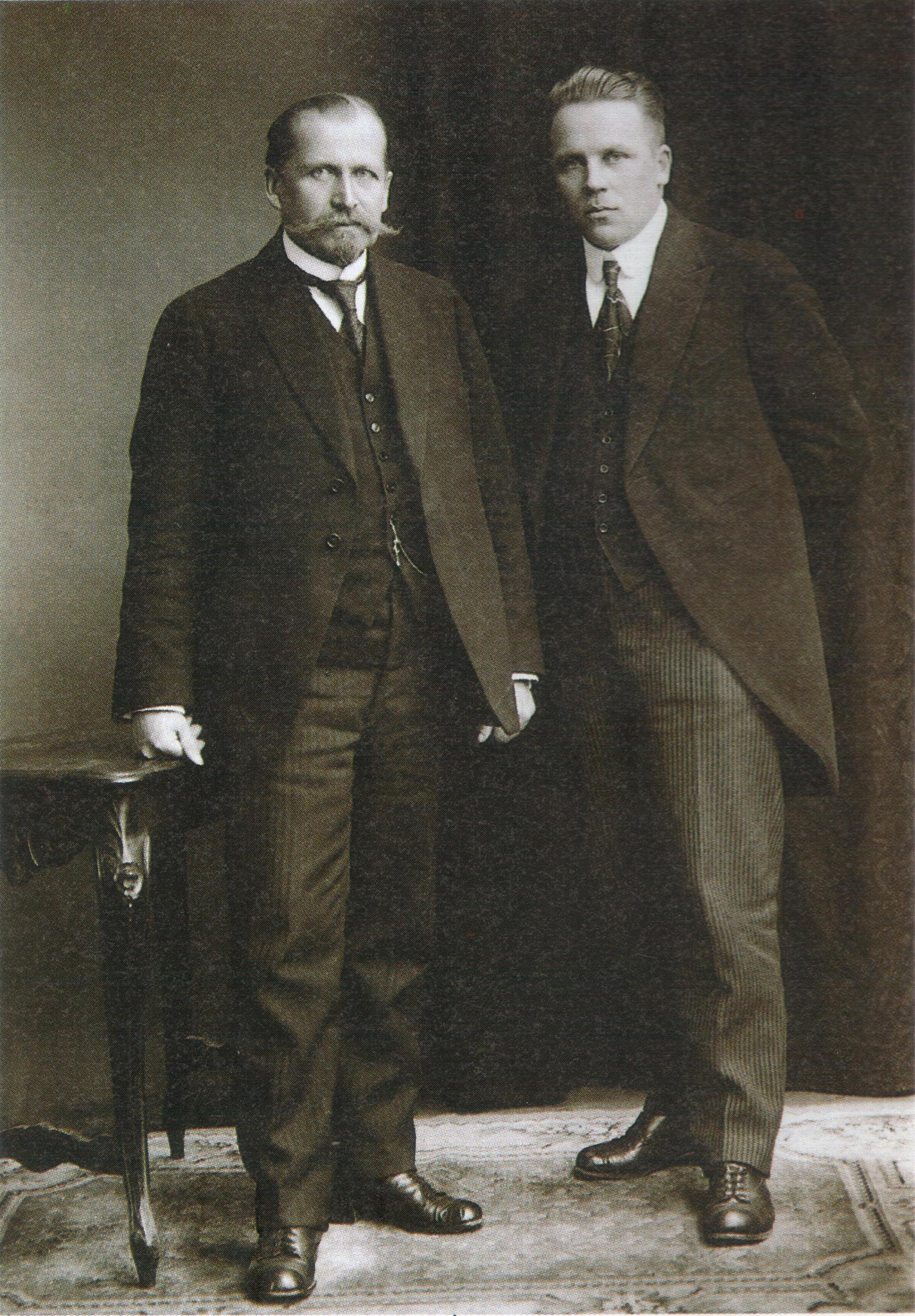
Kyösti Kallio et Juho Niukkanen.
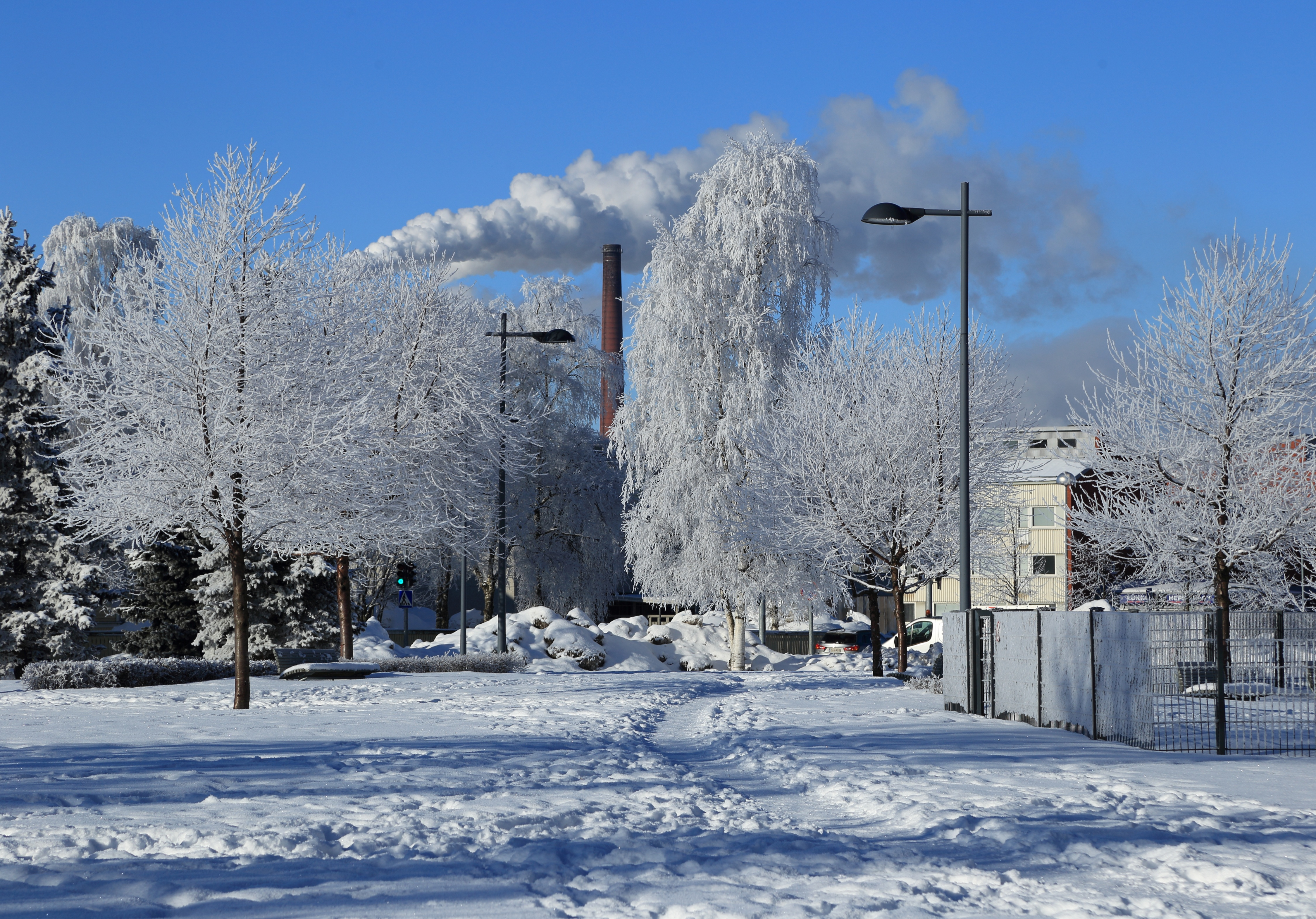
Le parc Kyösti Kallio à Oulu.